# Повљана
Повљана је насељено место и седиште општине у Задарској жупанији, на острву Пагу, Република Хрватска.

## Историја
До територијалне реорганизације у Хрватској налазила се у саставу бивше велике општине Паг.

## Становништво
На попису становништва 2011. године, општина, односно насељено место Повљана је имала 759 становника.

## Попис1991.
На попису становништва 1991. године, насељено место Повљана је имало 678 становника, следећег националног састава:
| Попис 1991.‍ | Попис 1991.‍ | Попис 1991.‍ | Попис 1991.‍ | Попис 1991.‍ |
| ----------- | ----------- | ----------- | ----------- | ----------- |
|             |             |             |             |             |
| Хрвати      | Хрвати      |             | 653         | 96,31%      |
| Срби        | Срби        |             | 7           | 1,03%       |
| Албанци     | Албанци     |             | 5           | 0,73%       |
| непознато   | непознато   |             | 13          | 1,91%       |
| укупно: 678 |             |             |             |             |